# Mastenbroek

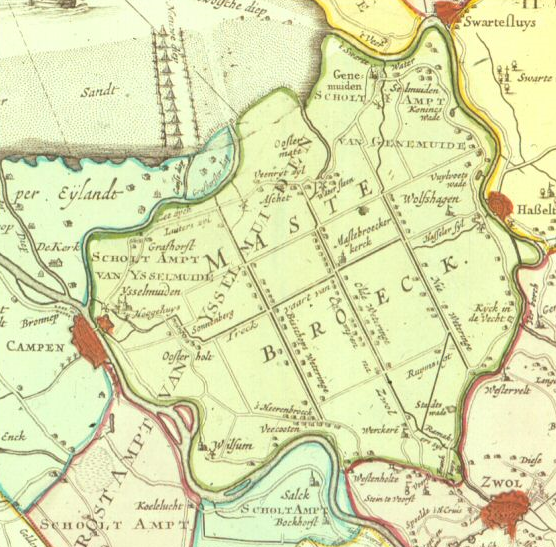
Kaart uit 1750 van de Mastenbroekerpolder

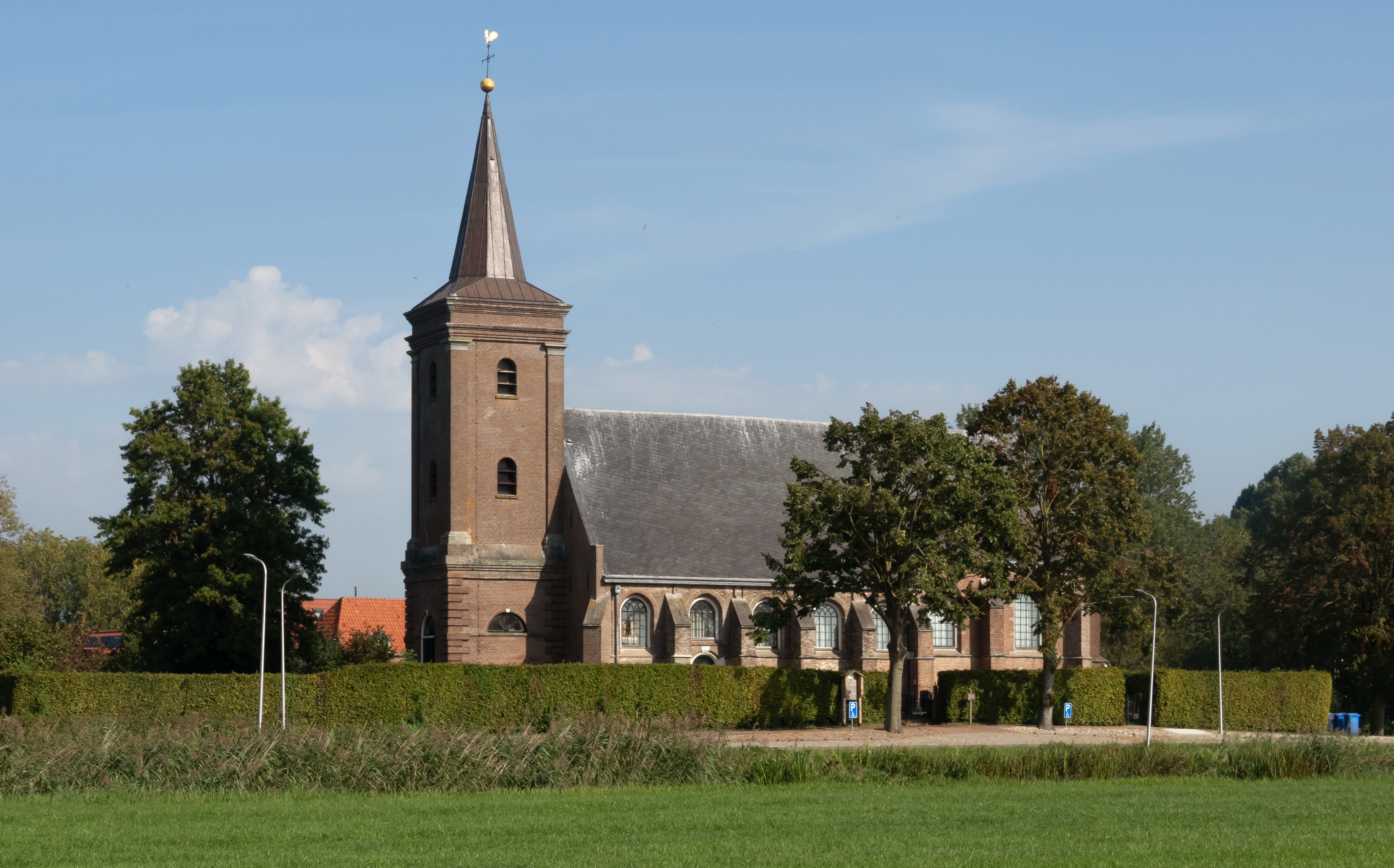
Mastenbroek, de NHkerk

Mastenbroek is een middeleeuwse polder in de Nederlandse gemeentes Zwartewaterland, Kampen en Zwolle en maakt deel uit van het Nationaal Landschap IJsseldelta in de Nederlandse provincie Overijssel. Het is een van de oudste polders van Nederland. De kern van de buurtschap ligt in de gemeenten Kampen en Zwartewaterland.

## Buurtschap/kern Mastenbroek
Midden in de polder ligt de gelijknamige buurtschap met school, verenigingsgebouw en kerk. Het grootste deel van de kern ligt op het grondgebied van de gemeente Zwartewaterland waar zich de kerk, het verenigingsgebouw en de school bevinden. De zorg-/biologische boerderij 'Polderzicht' en de voormalige streekwinkel 'Het Asjesgoed' liggen in het Kampense deel. De gemeentegrens wordt gevormd door de weg de Oude Wetering.

## Polder Mastenbroek
De polder strekt zich uit tussen de IJssel en het Zwarte Water, globaal tussen de steden Genemuiden, Hasselt, Kampen en Zwolle. Ten zuidwesten van de polder ligt de IJsseldijk, ten noorden van de polder ligt de Kamperzeedijk, een voormalige zeedijk, en ten oosten de dijk van het Zwarte Water tot aan het Zwolle-IJsselkanaal, dat in het zuiden het Zwartewater verbindt met de IJssel. Door de polder loopt de spoorlijn Zwolle-Kampen. De polder valt samen met dijkring 10, in het stelsel van primaire waterkeringen in Nederland.
Lange tijd heeft het Stoomgemaal Mastenbroek, aan de Kamperzeedijk tussen Kampen en Genemuiden, de polder bemalen. Het werd in 1855 gebouwd en heeft tot 1961 dienstgedaan. Een nieuw elektrisch gemaal heeft toen de functie overgenomen. Het oude stoomgemaal is een rijksmonument.

## Bodemgesteldheid
De polder bestaat voor een groot deel uit klei-op-veen, dat wil zeggen dat er een dunne laag rivierklei ligt op een laag veen, de dikte van de veenlaag loopt vanuit het zuiden naar het noorden op van bijna niets tot 2,5 à 3 meter. Opvallend aan de veenlaag is, dat er door de gehele polder omgevallen bomen allemaal in dezelfde richting in liggen. Dit komt doordat Mastenbroek eerder een groot bos was, wat in begin 9e eeuw vergaan is bij een springvloed. Onder de veenlaag ligt zand. In Oosterholt bij IJsselmuiden ligt een rivierduin. Van oorsprong lag de polder vrij hoog, maar door inklinking van het veen is het maaiveldniveau gedaald. Door de (her)inpoldering en ontwatering van de Koekoekspolder (in feite een polder in de polder) vond in de 20e eeuw nog extra klink plaats. Tegenwoordig ligt de polder tussen de +0,75 meter en −1,50 meter Normaal Amsterdams Peil (NAP). De laagste gebieden vindt men in de voormalige venerij de Koekoek: een groot gedeelte daar ligt tussen de −2,50 m en −2,90 m NAP, met als laagste punt −3,00 m.
Door ontwatering na de inpoldering daalde de grondwaterstand zo dat er akkerbouw mogelijk werd. Door bodemdaling ten gevolge van de vertering van het veen boven de grondwaterspiegel werden de omstandigheden later weer ongunstig voor akkerbouw en werd de polder een veeteeltgebied. In de twintigste eeuw is de grondwaterspiegel opnieuw verlaagd waardoor nu weer akkerbouw mogelijk is; er wordt voornamelijk maïs verbouwd.

## Geschiedenis
In 1363 heeft de stad Kampen zijn rechten op Mastenbroek geruild met de Utrechtse bisschop Jan van Arkel voor het Kampereiland en het recht op aanwas in de IJsselmonding. Sindsdien is het Kampereiland waarvan Kampen de eigenaar is, sterk gegroeid. De bisschop ontwaterde Mastenbroek. Naar het vroegere moerasbos verwijst de naam Mastenbroek. De straat- en weteringnaam 'Bisschopswetering' herinnert nog aan deze bisschop. In 1580 speelden de Mastenbroeker trouw katholiek gebleven boeren een grote rol bij het Zwols oproer van stedelijke Zwolse Malcontenten tegen calvinistische Staatsgezinde stadsbestuurders. De Mastenbroeker boeren oefenden wraak uit voor de nederlaag van de katholieken door Kampense gereformeerde strijders op de terugtocht te doden en hun lijken in de IJssel te werpen.

## De hervormde kerk
De oude hervormde kerk van Mastenbroek is een rijksmonument. Het oorspronkelijke, vermoedelijk tussen 1364 en 1369 door bisschop Jan van Arkel gestichte kerkgebouw, werd diverse keren hersteld en verbouwd, zoals na brand in 1531 en 1647. Aan het laatstgenoemde jaar herinnert nog een opschrift naast de ingang. Van het laatgotische gebouw is het koor (1531) wat smaller dan het schip (1647). De vroegere toren aan de noordzijde werd in 1845 door de huidige vervangen aan de westzijde. In 1880 wordt melding gemaakt van de bouw van een nieuw orgel.

## Gemeentelijke grenzen
Aanvankelijk behoorde Mastenbroek voor een klein deel tot de gemeente IJsselmuiden en voor het overgrote deel tot de gemeente Zwollerkerspel. In 1967 is de gemeente Zwollerkerspel opgeheven, waarna het grootste oostelijke gedeelte van Mastenbroek bij de gemeente Hasselt kwam. Ook een groot westelijk gedeelte inclusief 's-Heerenbroek kwam bij IJsselmuiden, en een kleiner noordelijk gedeelte bij de gemeente Genemuiden. Een nog iets kleiner zuidelijk gedeelte bij Zwolle. Bij de gemeentelijke herindeling van 2001 is de grens met Zwolle iets opgeschoven, tot voorbij de Milligersteeg, en voorbij de Stuurmansweg tot aan de Scholtensteeg. Het gedeelte van IJsselmuiden is nu gemeente Kampen. Hasselt en Genemuiden vormen inmiddels samen met Zwartsluis de nieuwe gemeente Zwartewaterland, waar het grootste deel van de polder nu onder valt.
De polder wordt gekenmerkt door de strakke, kaarsrechte lijnen, met heel opvallend, exact 2200 meter evenredig van elkaar de Nieuwe Wetering, de Oude Wetering en de Bisschopswetering. Soms wordt de Mastenbroekerpolder geassocieerd met latere polders als de Beemster en de Purmer. Hoewel Mastenbroek van oorsprong geen polder is, maar omdijkt gebied, functioneert het nu al eeuwenlang als polder.
De gemeente Zwolle bouwt in een deel van de polder de Vinex-locatie Stadshagen. Ook de andere omliggende plaatsen hebben zich uitgebreid ten koste van Mastenbroek. De polder wordt dus bedreigd door oprukkende verstedelijking. Daarom is hij in 1999 ter bescherming van de cultuurhistorische waarden die hij vertegenwoordigt opgenomen in de Nota Belvedere van de Rijksoverheid en in 2005 aangewezen als deel van het Nationaal Landschap IJsseldelta.

## Polderparfum
In de filialen van de Bijenkorf was in 2005 L'Essence de Mastenbroek te koop. Een Eau de Polder samengesteld door parfumeur Allesandro Gualtieri, op initiatief van een kunstenares, in samenwerking met een groep inwoners van Mastenbroek. Het 'polderparfum', opgebouwd uit noten van gras en hooi, melk en runderlucht, moet de geurbeleving van Mastenbroek oproepen. Het is onderdeel van een kunstproject van de provincie Overijssel.

## Film
Er is ook een film over de polder gemaakt. De film De uitbreiding van polder Mastenbroek plaatst de actuele problematiek van de relatie tussen de stad en het landelijk gebied in een bijzonder perspectief, omdat de bewoners van de polder worden uitgedaagd hun defensieve positie te verlaten en over de horizon heen te kijken. Op 20 november 2004 ging de film in aanwezigheid van meer dan 400 Mastenbroekers in première in de Nieuwe Buitensociëteit in Zwolle. Daarna is de film onder meer te zien geweest op TV Oost, in het NAI (Nederlands Architectuur Instituut) en in museum De Paviljoens in Almere.

## Ecologie
- De grote modderkruiper, die op de rode lijst staat, komt voor in deze polder.